# Manuel Mariátegui y Vinyals
Manuel Mariátegui y Vinyals (Madrid, 24 de maig de 1842 – 28 de gener de 1905) va ser un polític espanyol, ministre d'Estat durant el regnat d'Alfons XIII.

## Biografia
Va néixer el 24 de maig de 1842 a Madrid. Comte de San Bernardo des de 1867, va ser diputat per Còrdova en les eleccions de 1876, 1881, 1886 i 1893, i per Salamanca en les de 1893. En 1891 seria elegit senador per Còrdova passant el 1903 a ser senador per dret propi.
Es va casar amb María del Rosario Pérez de Barradas, 13a marquesa de Peñaflor. Políticament fou apadrinat per Antonio Aguilar y Correa, marquès de la Vega de Armijo. Va ser ministre d'Estat entre el 20 de juliol i el 5 de desembre de 1903 en un govern presidit per Raimundo Fernández Villaverde. Va ser així mateix alcalde de Madrid entre 1892 i 1894.
Va morir a la seva ciutat natal el 28 de gener de 1905 quan havia estat cridat per Fernández Villaverde per ocupar novament un ministeri.